# تئو فان دوشبورخ
تئو فان دوشبورخ (زاده ۳۰ اوت ۱۸۸۳ - درگذشته ۷ مارس ۱۹۳۱) هنرمند هلندی بود. او را به عنوان پدید آورنده و رهبر جنبش هنری د استیل می‌شناسند.
دوشبورخ به خلق آثاری در زمینه‌های نقاشی، مجسمه‌سازی و معماری پرداخت. نقاشی‌های او ابتدا تحت تأثیر نظرات واسیلی کاندینسکی قرار داشت. او در سال ۱۹۲۰ میلادی بیانیه‌ای در نشریه د استیل انتشار داد و ایده جدیدی را در زمینه هنر ارئه کرد که المنتارسیم نامید.
به عقیده او سطوح اریب پویایی را به نقاشی بازمی‌گرداند. دوشبورخ در نقاشی‌هایی که برای کافه ئوبت در استراسبورگ کشید، اصول المنتارسیتی خود را پیاده ساخت. نظریات او تأثیر مهمی بر دانشجویان باوهاوس گذاشت.

## نگارخانه

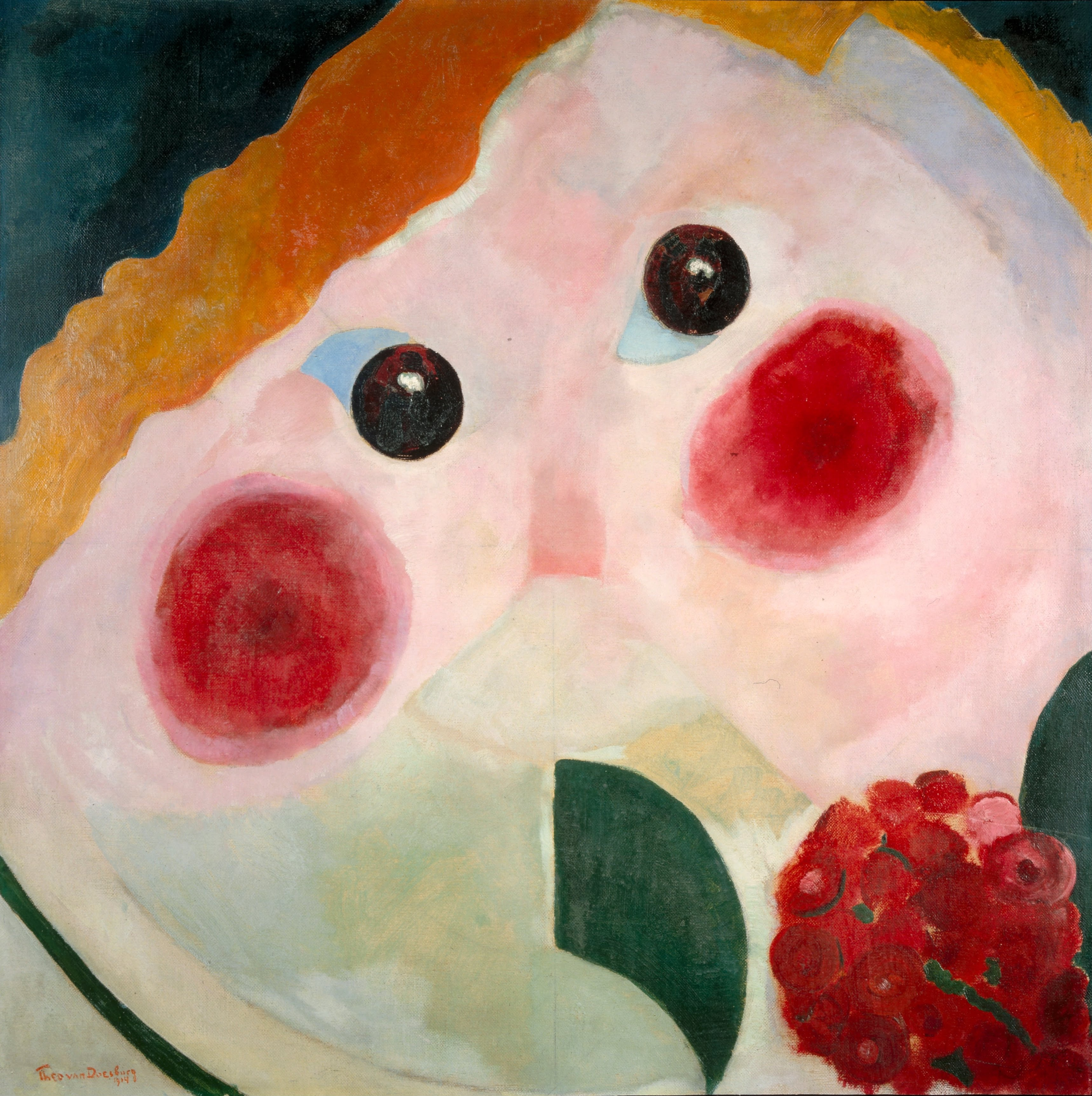
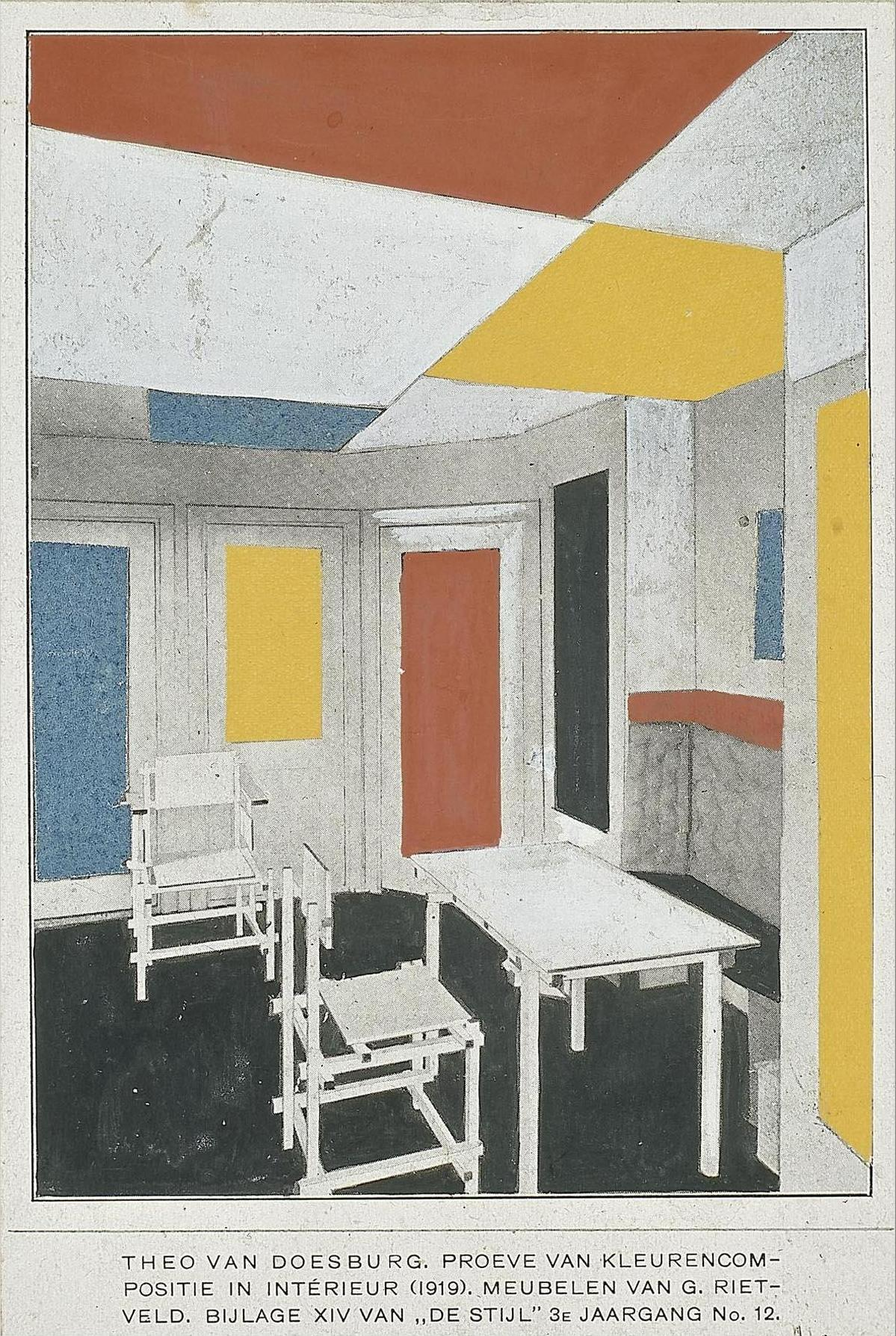
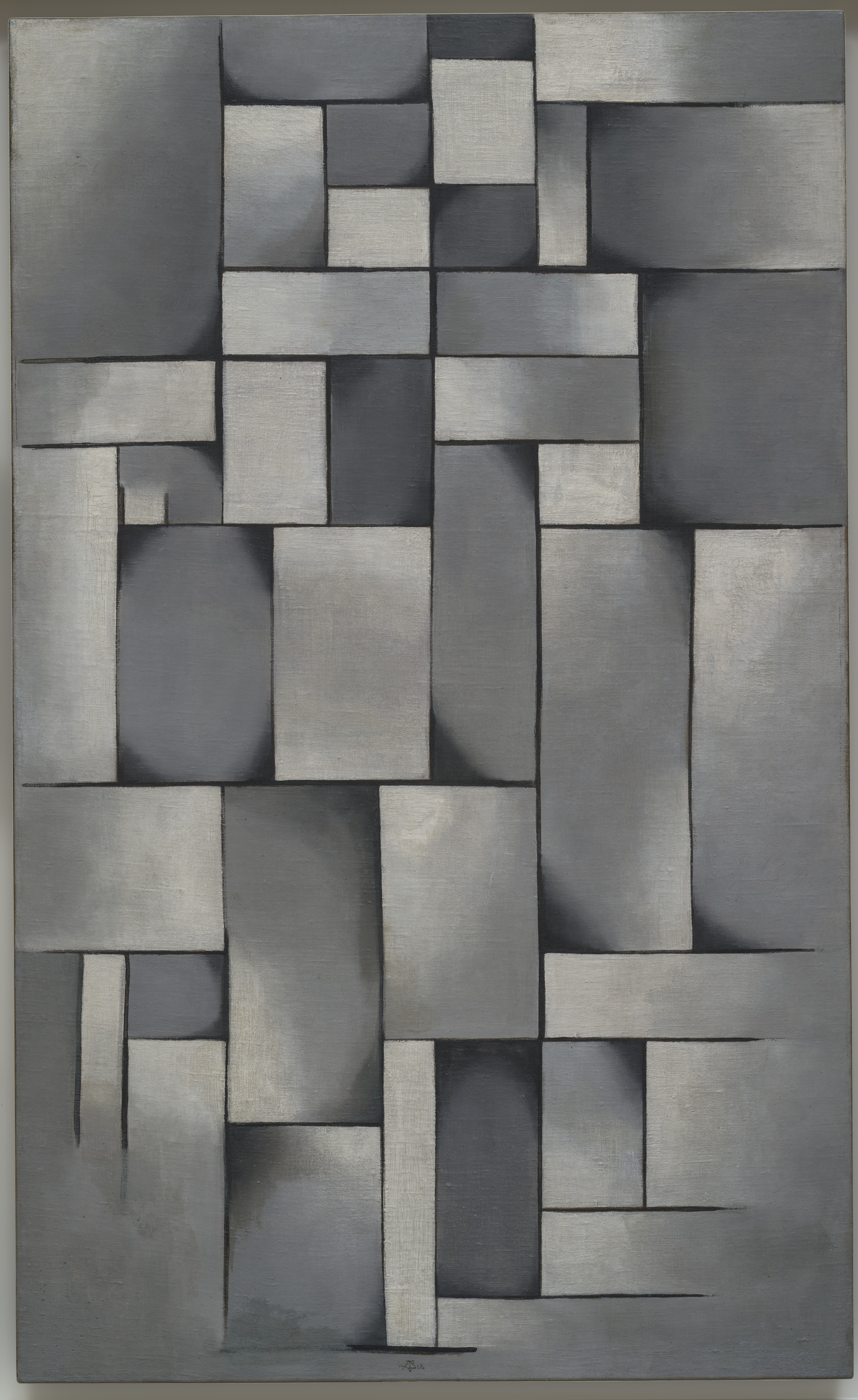
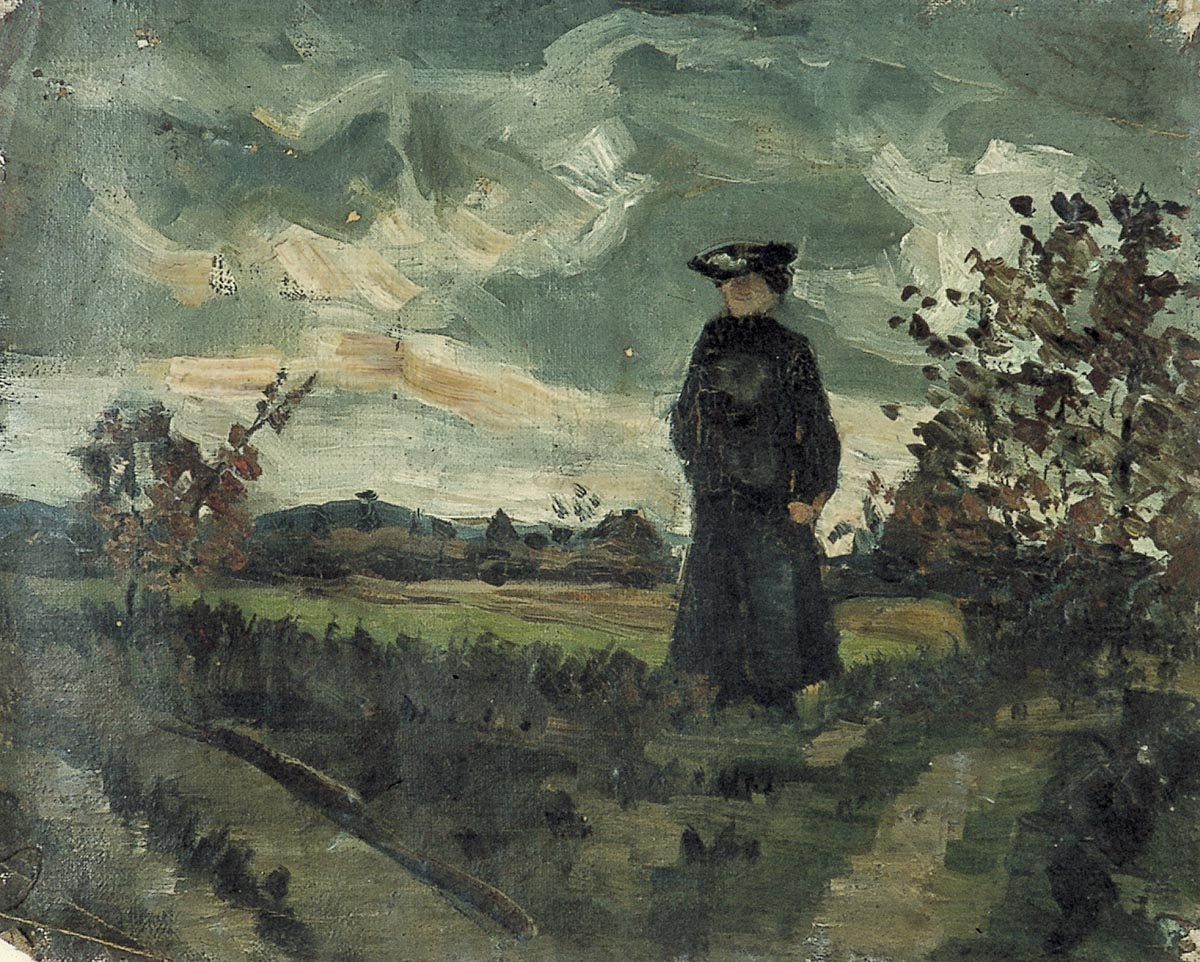
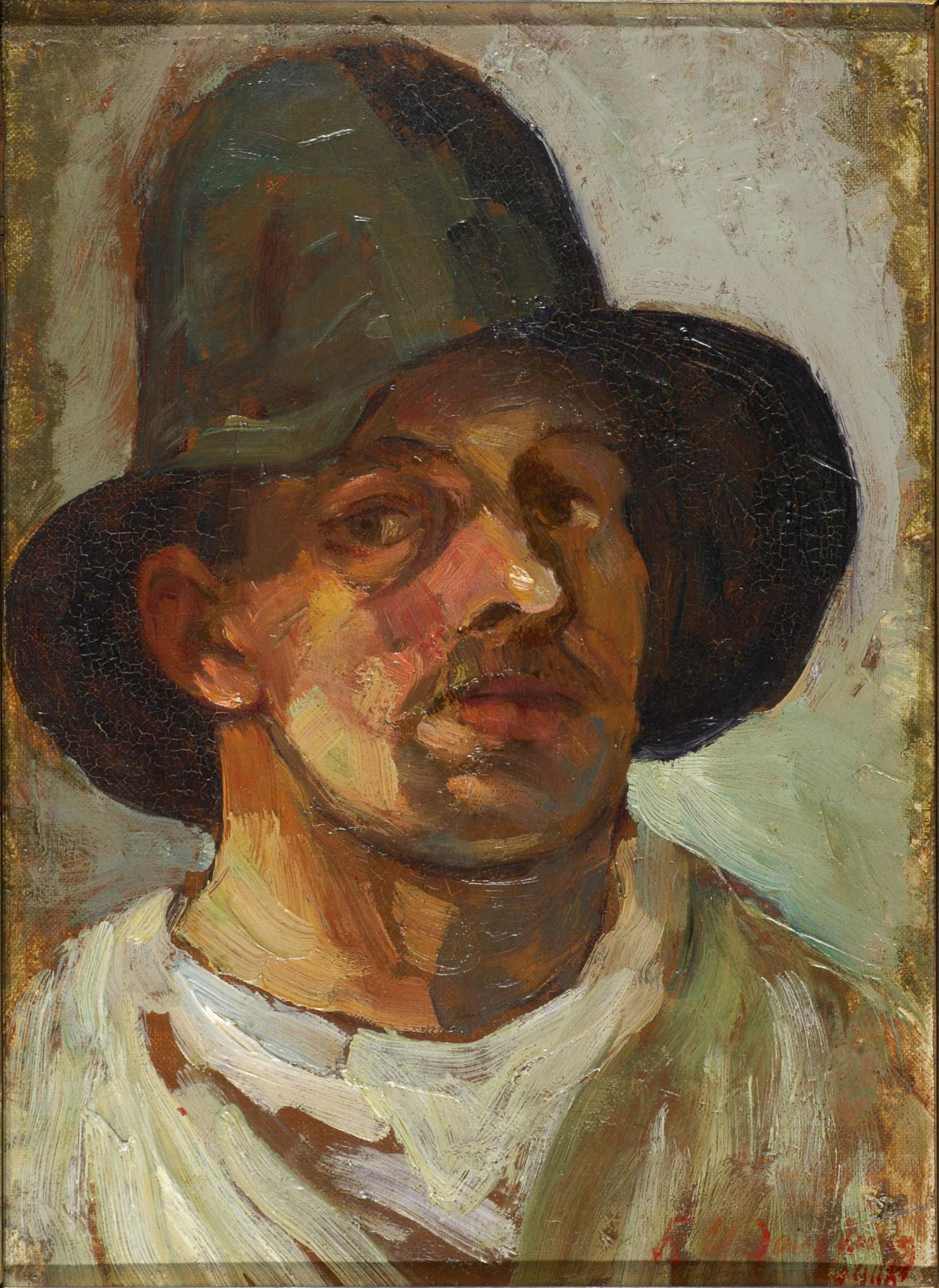
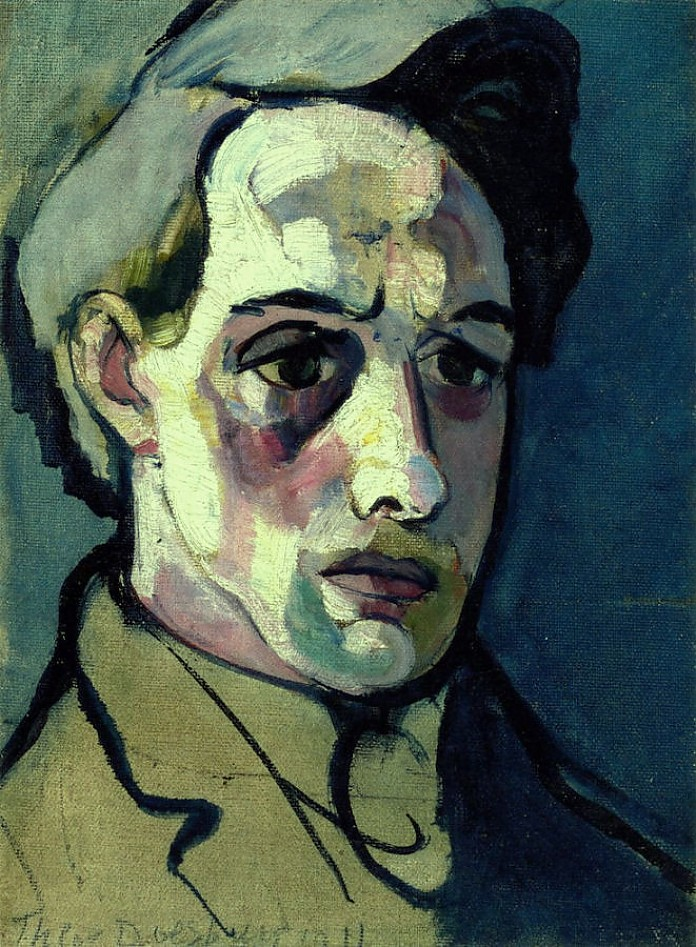
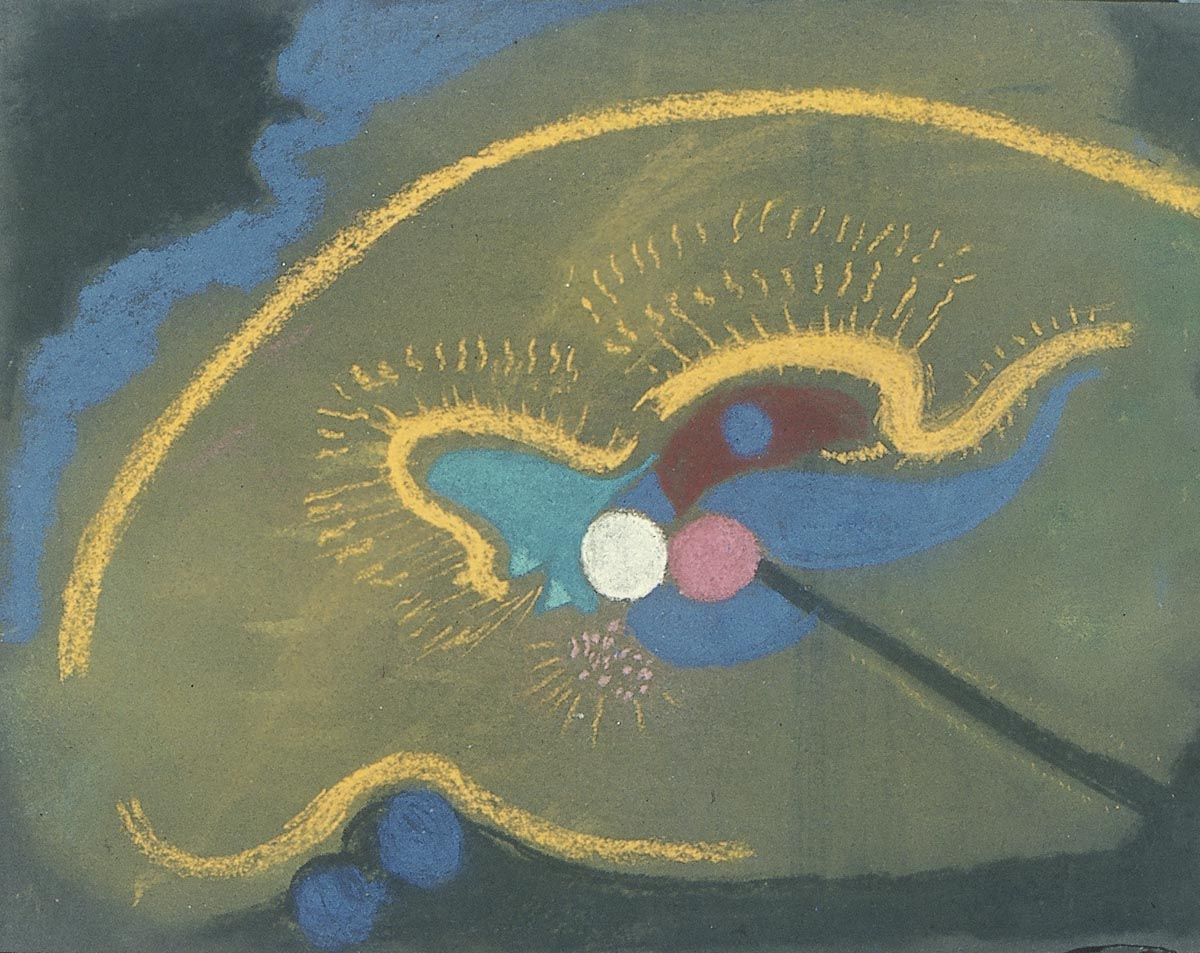
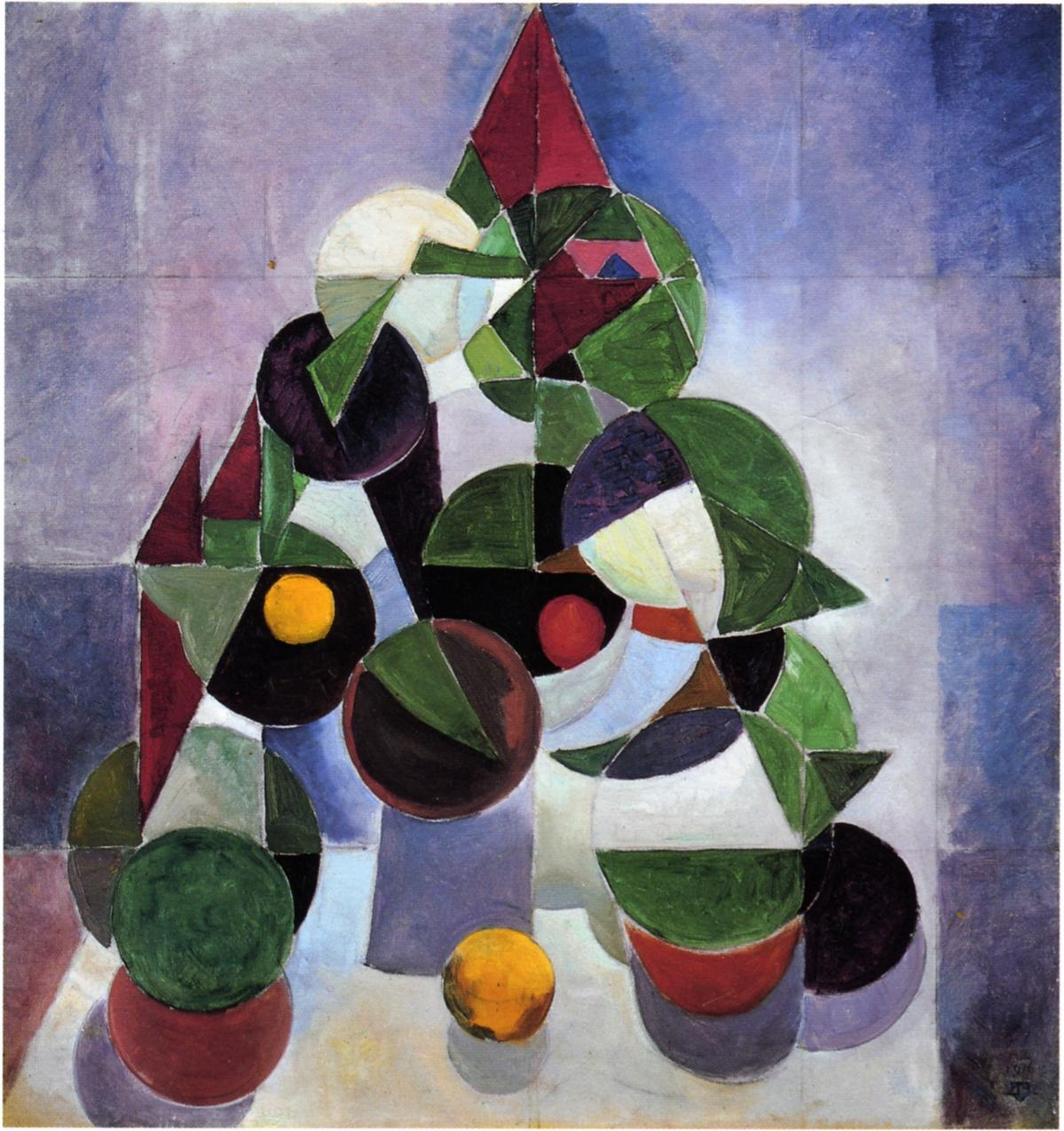
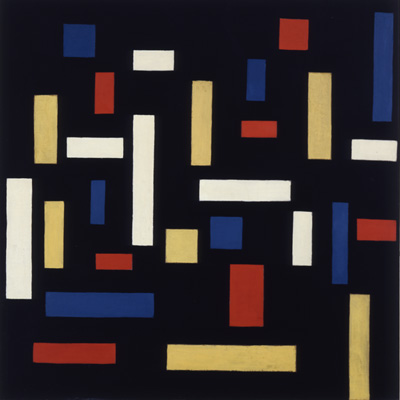
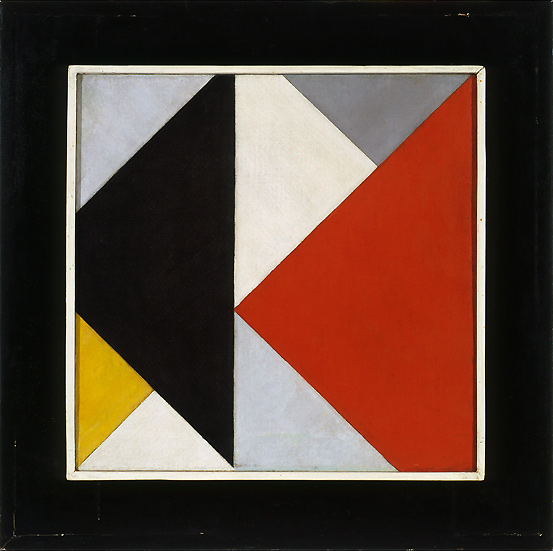
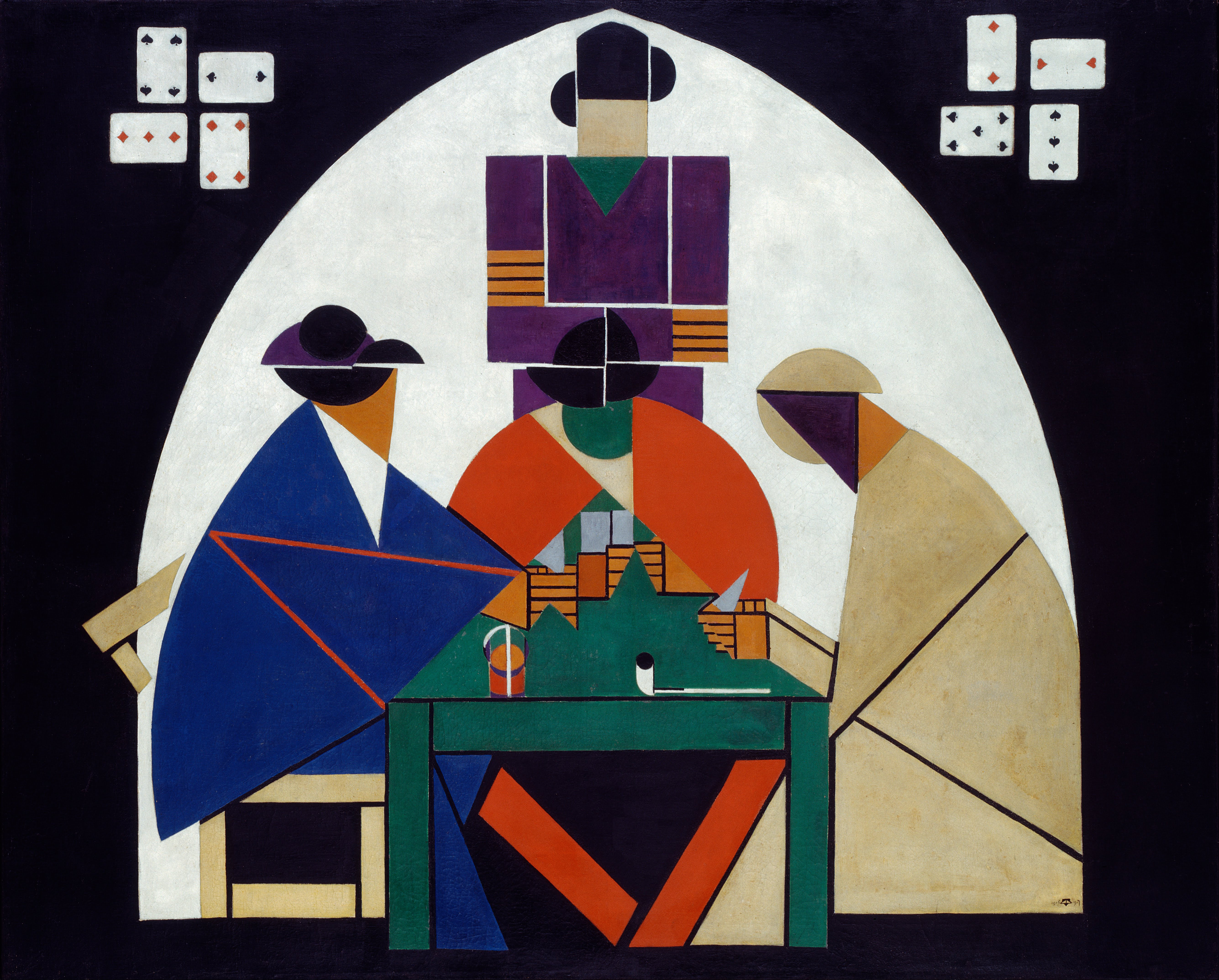
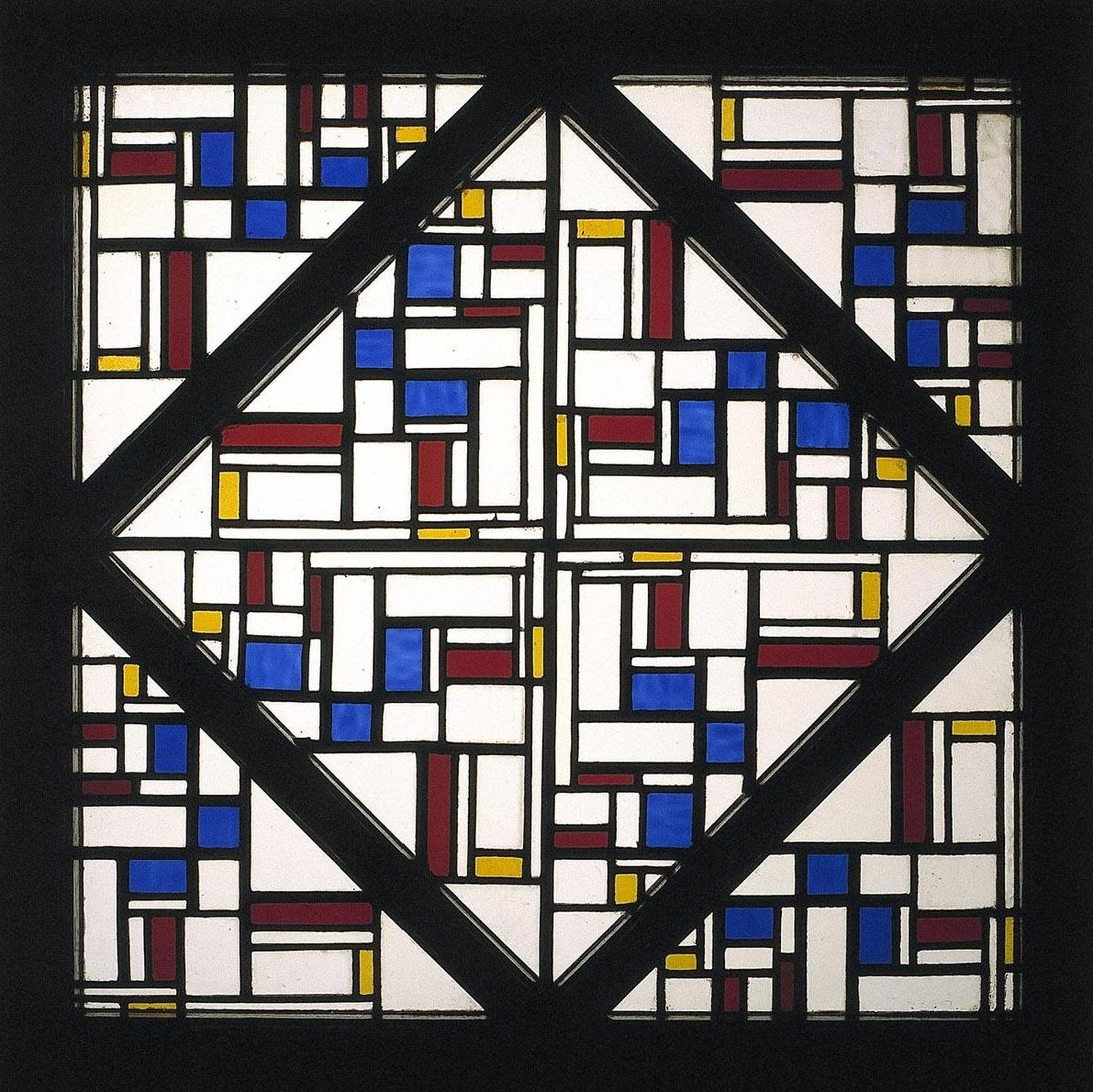
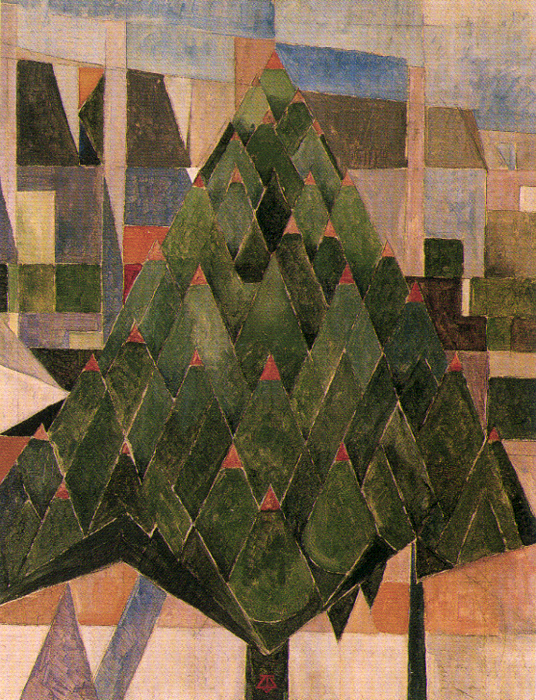
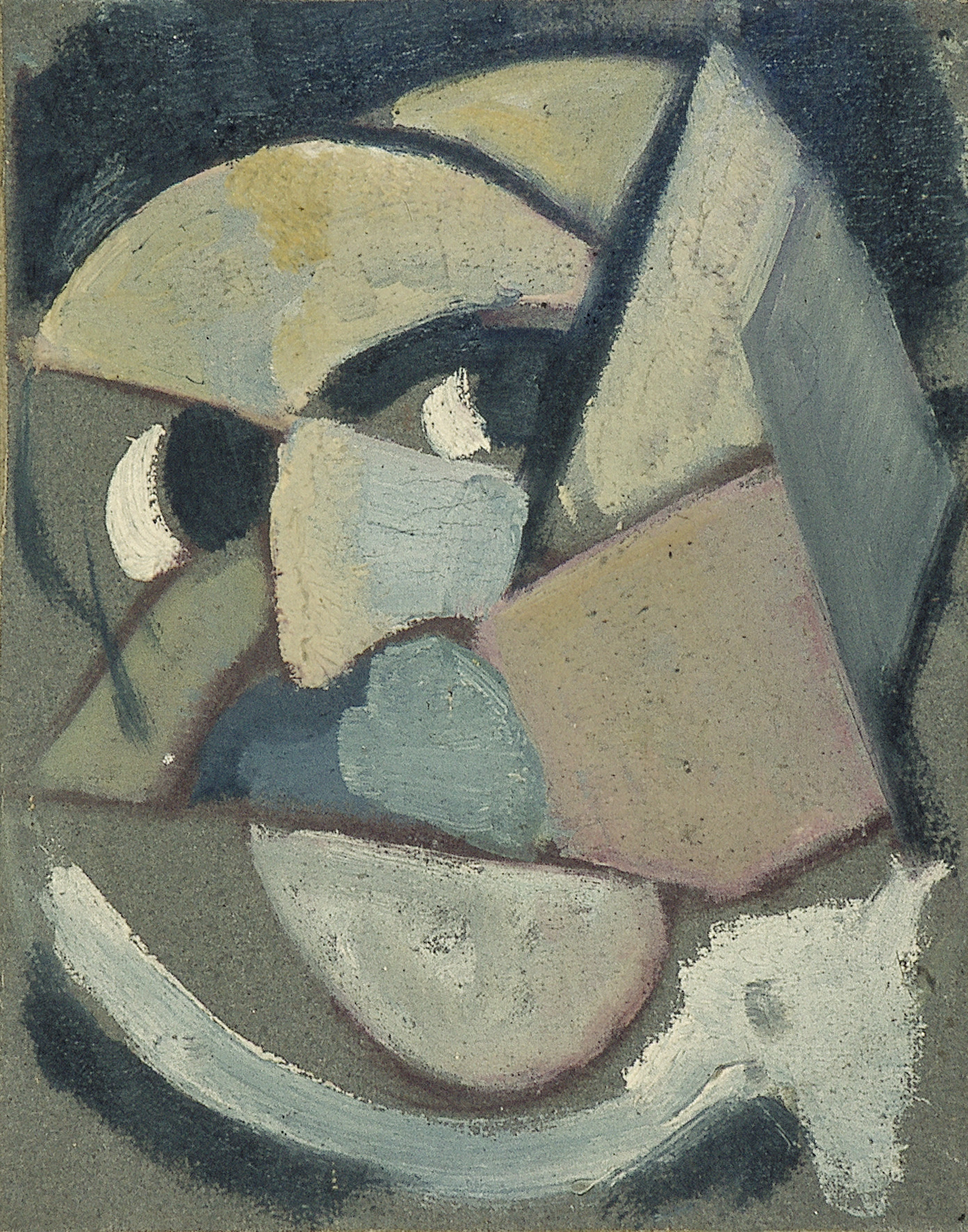
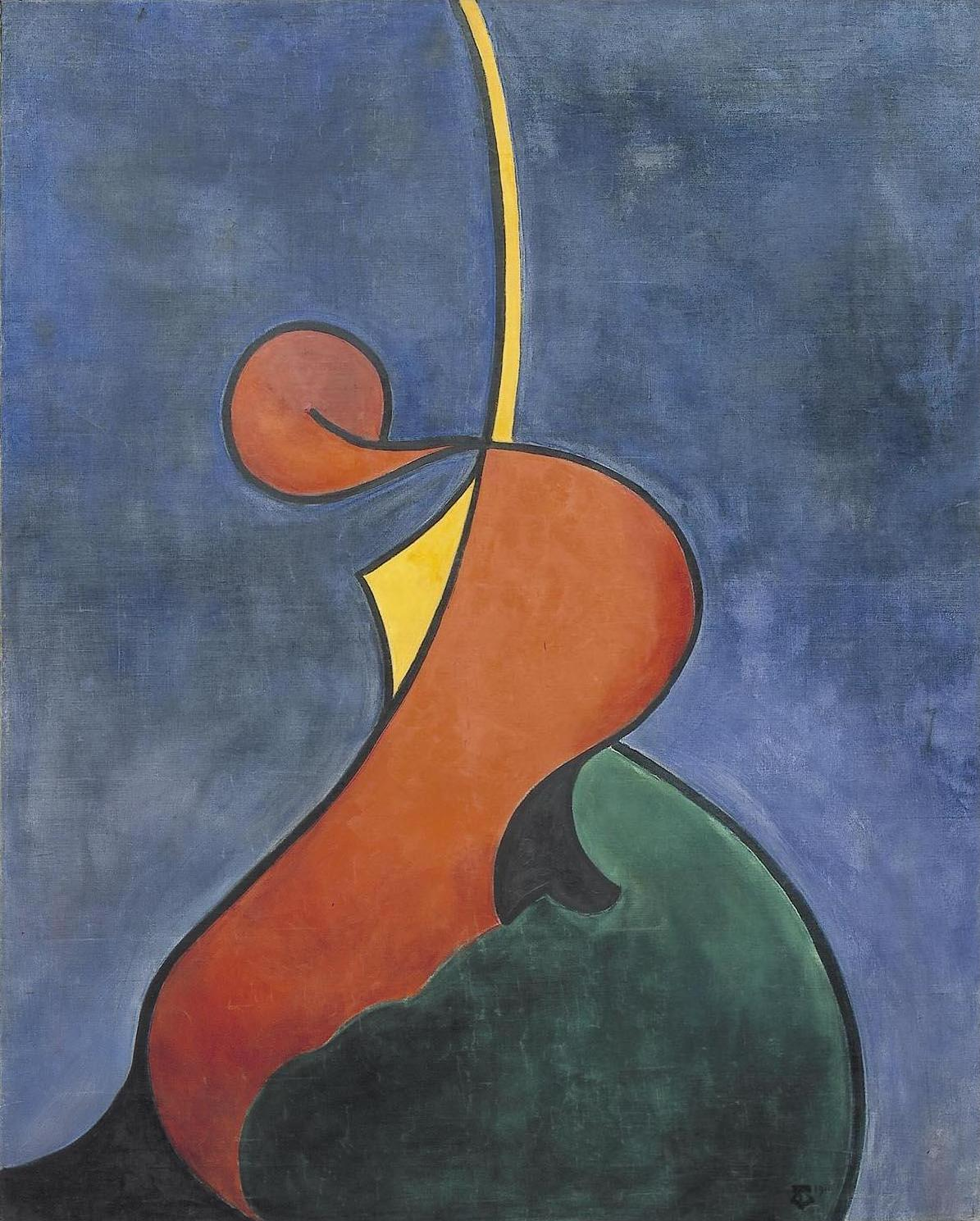